# Metrionella
Metrionella là một chi bọ cánh cứng trong họ Chrysomelidae.
Chi này được miêu tả khoa học năm 1932 bởi Spaeth.

## Các loài
Các loài trong chi này gồm:
- Metrionella erratica (Boheman, 1855)
- Metrionella tucumana Borowiec, 2006
- Metrionella tumacoensis Borowiec, 2002